# Ferro meteorític
El ferro meteòric o ferro meteorític, és un metall natiu que es troba en els meteorits que es componen de ferro i níquel principalment en la forma de fases minerals de kamacita i taenita. El ferro meteòric és la majoria dels meteorits de ferro però també es troba en altres meteorits. A banda de quantitats menor de ferro tel·lúric, el ferro meteòric és l'únic metall natiu natural de l'element ferro a la superfície de la Terra.

## Mineralogia
La major part del ferro meteòric consisteix en taenita i kamacita. La taenita és un cúbic centrat en la cara i una kamacita, un aliatge níquel-cúbic centrat en el cos.
El ferro meteòric es pot distingir del ferro tel·lúric per la seva microestructura i potser també per la seva composició química, ja que el ferro meteorític conté més níquel i menys carboni.
Quantitats traça de gal·li i germani en el ferro meteòric es poden usar per distingir els diferents tipus de meteorits.

## Ús cultural i històric

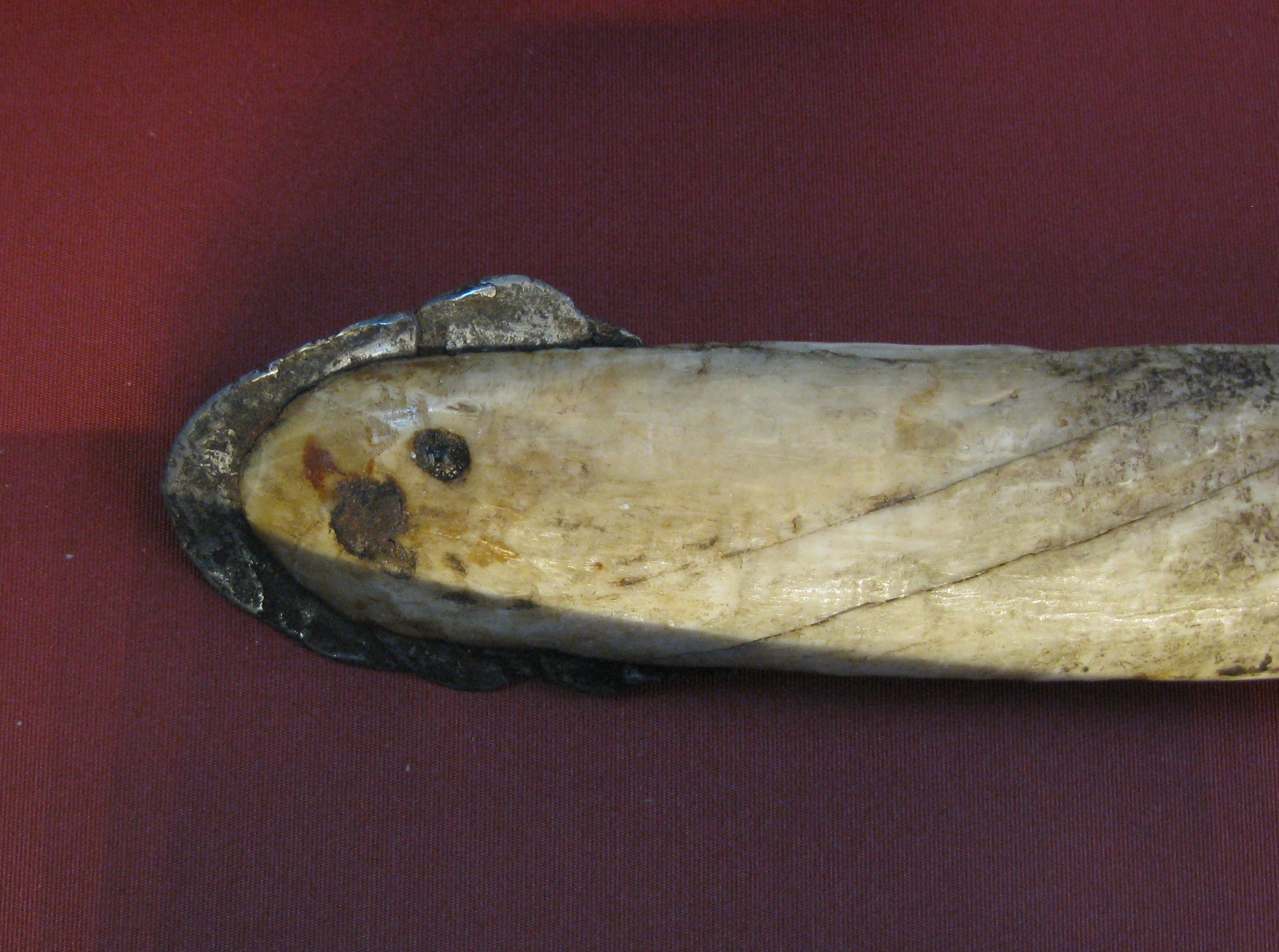
Una llança feta amb l'ullal del narval amb una punta de ferro meteòric de Cape York

Abans de l'arribada de la fosa de ferro, el ferro meteòric era l'única font de ferro, a part de quantitats menors de ferro tel·lúric. El ferro meteoric ja s'utilitzava abans de l'inici de l'era de ferro per fer objectes, eines i armes.

### Edat del Bronze
Molts exemples del treball del ferro des de l'Edat del Bronze han estat confirmats com d'origen meteoritic.
- A l'antic Egipte es va trobar un compàs de metall de ferro en un cementiri prop de Gerzeh que contenia un 7,5% de Ni.[6][7] Datat del voltant de 3200 aC.[5]